# Autorità di regolazione per energia reti e ambiente
L'Autorità di Regolazione per Energia Reti e Ambiente (ARERA) è un'autorità amministrativa indipendente della Repubblica Italiana che ha la funzione di favorire lo sviluppo di mercati concorrenziali nelle filiere elettriche, del gas naturale e dell'acqua potabile, teleriscaldamento/teleraffrescamento e smaltimento dei rifiuti, principalmente tramite la regolazione tariffaria, dell'accesso alle reti, dello standard di qualità dei servizi, del funzionamento dei mercati e la tutela dei clienti e degli utenti finali. Le risorse per il suo funzionamento non provengono dal bilancio dello Stato ma da un contributo sui ricavi degli operatori regolati.

## Storia
L'Autorità per l'Energia Elettrica e il Gas (AEEG), venne istituita in seguito alla decisione dell'Unione europea del 1996 e del 1998 relative alla liberalizzazione dei settori dell'energia elettrica e del gas naturale, che andavano a sostituire di fatto i monopoli presenti nella maggior parte degli Stati membri. Progressivamente, essa ha assunto il ruolo di soggetto regolatore dei mercati liberalizzati. L'atto formale di istituzione fu la legge 14 novembre 1995, n. 481; l'ente divenne successivamente operativo dal 23 aprile 1997, con il compito di tutelare gli interessi dei consumatori e di promuovere la concorrenza, l'efficienza e la diffusione di servizi con adeguati livelli di qualità, attraverso l'attività di regolazione e di controllo nei settori di competenza.
Ad essa vennero successivamente attribuite funzioni in materia di qualità, tariffe e costi dei servizi idrici integrati, inizialmente assegnate all'Agenzia nazionale per la regolazione e la vigilanza in materia di acqua, ente costituito a maggio 2011 e soppresso dopo pochi mesi ai sensi del decreto legge 6 dicembre 2011, n. 201, convertito in legge 22 dicembre 2011, n. 214. Cambia anche la sigla, che diventa AEEGSI.
Successivamente, il decreto legislativo 4 luglio 2014 n. 102, con il quale è stata recepita nell'ordinamento nazionale la Direttiva europea 2012/27/UE di promozione dell'efficienza energetica, ha attribuito all'Autorità specifiche funzioni in materia di teleriscaldamento e teleraffrescamento; in tale ambito, l'Autorità esercita altresì i poteri di controllo, ispezione e sanzione previsti dalla legge istitutiva, nonché i poteri sanzionatori di cui all'articolo 16 del decreto legislativo n. 102/2014. Con la legge di stabilità per l'anno 2018 (legge 27 dicembre 2017, n. 205) furono ad essa conferiti i compiti di regolazione e controllo anche nel settore dei rifiuti, urbani e assimilati, trasformando anche la denominazione dell'ente in quella attuale (ARERA) a decorrere dal 1º gennaio 2018.

## Struttura
La struttura di governance dell'ARERA è costituita da un Presidente e altri quattro membri, tutti nominati con decreto del Presidente della Repubblica su proposta del governo e con il parere favorevole, a maggioranza qualificata, delle commissioni parlamentari competenti. Il mandato ha durata settennale e non è rinnovabile.

## Funzioni
L'autorità, secondo la legge istitutiva del 1995, ha essenzialmente la funzione di «garantire la promozione della concorrenza e dell'efficienza nel settore dei servizi di pubblica utilità, assicurandone la fruibilità e la diffusione in modo omogeneo sull'intero territorio nazionale, definendo un sistema tariffario certo, trasparente e basato su criteri predefiniti, promuovendo la tutela degli interessi di utenti e consumatori».
Per perseguire l'obiettivo di assicurare un assetto concorrenziale del mercato, l'autorità ha i seguenti poteri:
- formula osservazioni e proposte da trasmettere al Governo e al Parlamento (potere consultivo);
- ha potere normativo di secondo livello (regolamentare);
- determina le Tariffe del gas, dell'energia elettrica, (in particolare la componente degli oneri generali di sistema) e vigila sulla Cassa per i servizi energetici e ambientali;
- assicura la fruibilità e la diffusione dei servizi in modo omogeneo sull'intero territorio nazionale;
- assicura la pubblicità e la trasparenza delle condizioni di servizio;
- definisce adeguati livelli di qualità dei servizi, distinti in livelli generali o valorizzati dai singoli operatori economici, sia per la produzione che per l'erogazione;
- definisce i meccanismi di rimborso automatico degli utenti nel caso del loro mancato rispetto. Il livelli di qualità pertengono aspetti di natura contrattuale (tempi di attivazione dell'erogazione tempi di risposta ai reclami) e tecnica (continuità operativa, sicurezza);
- predisporre sistemi tariffari certi, trasparenti e basati su criteri predefiniti;
- promuove la tutela degli interessi di utenti e consumatori;
- assicura condizioni di eguaglianza nell'accesso alle reti energetiche;
- ha poteri di controllo di qualità e di vigilanza nei confronti dei fornitori dei servizi;
- valuta reclami, istanze e segnalazioni presentate dagli utenti o dai consumatori.
- gestisce procedure di conciliazione e arbitrato fra utenti e soggetti esercenti.
- ha un ruolo di intermediazione e consultazione per Parlamento e Governo: può formulare osservazioni e proposte al Governo e al Parlamento sui servizi da assoggettare a regime di concessione o di autorizzazione, trasmettendo al Ministero dell'Industria gli schemi di rinnovo o modifica degli atti esistenti, incluse le convenzioni.
- tariffe: fino all'abolizione del mercato protetto, prevista per il gennaio 2022, si occupa di aggiornare con regolazione price cap le tariffe massime dei servizi erogati al netto degli oneri fiscali.
- informazione e trasparenza: pubblicizza le conoscenze relative all'erogazione dei servizi per garantire la concorrenzialità dell'offerta e la possibilità di miglioramento del servizio per gli utenti intermedi e finali.
- poteri di ispezione e controllo: può controllare le condizioni di svolgimento dei servizi, acquisire documentazione, determinando i casi di indennizzo nei confronti di utenti e consumatori. Durante tale attività, segnala per competenza all'Agcom i casi di grave violazione della legge 10 ottobre 1990, n. 287.
- può imporre sanzioni e valutare ed eventualmente accettare impegni delle imprese a ripristinare gli interessi lesi (dlgs 93/11).
- in attuazione delle direttive comunitarie, ha facoltà di emanare direttive per la separazione contabile e amministrativa delle diverse fasi dei servizi dell'energia elettrica e del gas. Non è prevista la facoltà di imporre una separazione societaria o della proprietà.

Tali funzioni sono svolte armonizzando gli obiettivi economico-finanziari dei soggetti esercenti i servizi con gli obiettivi generali di carattere sociale, di tutela ambientale e di uso efficiente delle risorse.
Poteri del Ministero delle Attività Produttive
Le competenze dell'autorità si sovrappongono parzialmente con quelle del Ministero delle Attività Produttive che ha i seguenti compiti: garantire la sicurezza e l'economicità del sistema per quanto attiene alla sicurezza e all'approvvigionamento delle fonti energetiche; rilasciare concessioni e autorizzazioni, stipulare contratti di programma e servizio, approvare la disciplina del mercato e gli indirizzi strategici e operativi del GRTN, determina le soglie di consumo per qualificare un cliente idoneo; sovrintende all'uso efficiente delle risorse con potere di indirizzo alle attività di ricerca e innovazione.
Poteri della Commissione Europea
Le direttive gas e elettricità attribuiscono alla Commissione Europea il potere di chiedere la modifica o revoca di atti legislativi degli Stati membri che esonerino gli operatori del settore del gas dall'obbligo di accesso alle reti di trasporto e distribuzione o stoccaggio, per creare impianti di interconnessione fra Stati membri, impianti di Gnl e impianti di stoccaggio (art. 22, direttiva gas). Simili accordi bilaterali potrebbero essere stipulati da uno o più Stati per assicurarsi fonti alternative di approvvigionamento.

Inoltre, sempre nel settore del gas, la Commissione può annullare le deroghe alle clausole di take or pay che talora sono richieste alle imprese in condizioni di serie difficoltà economiche (art. 27, direttiva gas), anche al fine di tutelare gli investimenti nel lungo termine degli operatori. Gli Stati membri possono subire l'annullamento dell'obbligo a contrarre tra gli operatori di settore e determinate piccole imprese non tutelate dalla legge sul servizio universale.
Nel settore dell'energia, la Commissione Europea può chiedere di revocare o modificare decisioni nazionali che esentino gli operatori dalle regole di accesso alla rete in cambio della costruzione di nuove linee o del potenziamento di quelle esistenti. Tuttavia, la delibera 1º agosto 2002, n. 151 dell'autorità ha legittimato un accesso prioritario, non esclusivo e non discriminatorio alla rete di trasmissione italiana dei soggetti che investono nel potenziamento della capacità di trasporto dell'infrastruttura oltreconfine, ma non nel territorio nazionale.

## Presidenti
- Pippo Ranci Ortigosa (dicembre 1996 - dicembre 2003)
- Alessandro Ortis (dicembre 2003 - febbraio 2011)
- Guido Bortoni (febbraio 2011 - luglio 2018)
- Stefano Besseghini (luglio 2018 - in carica)